# Ребольская волость
Ре́больская во́лость —  историческая административно-территориальная единица (волость) в составе Повенецкого уезда Олонецкой губернии Российской Империи и РСФСР. Волость состояла из 32 населённых пунктов (на 1905 год).  Волостное правление располагалось в селении Реболы.
Упразднена в 1927 году.
В настоящее время территория Ребольской волости относится в основном к Муезерскому району Республики Карелия.

## География
Самым удалённым от волостного правления поселением было Шаверки-озеро (84 версты).  

## История
Постановлением ВЦИК и СНК РСФСР от 4 августа 1920 года в населённых карелами местностях Олонецкой и Архангельской губерний была образована Карельская трудовая коммуна и волость вошла в состав Карельской трудовой коммуны. В 1923 году волость вошла в состав образованной Автономной Карельской ССР.
В ходе реформы административно-территориального деления СССР в 1927 году волость была упразднена.

## Состав

### Сельские общества
В состав волости входили следующие сельские общества, включающие 32 деревни:
- Кимоварское общество
- Ребольское общество

### Населённые пункты
| Кимоварское общество               |       |         |       |              |
| Поселение                          | Семей | Человек | До ВП | Школа        |
| Гаф-остров при озере Лексе         | 7     | 45      | 6     | В 6 верстах  |
| Челки-озеро при озере Чалки        | 12    | 84      | 15    | В 15 верстах |
| Тужня при озере Тужне              | 13    | 83      | 30    | В 3 верстах  |
| Боброева-гора при озере Горьком    | 9     | 59      | 30    | В 1 версте   |
| Кулеовары при озере Горьком        | 22    | 156     | 29    | Есть         |
| Ловут-остров при озере Ловут       | 3     | 22      | 52    | В 8 верстах  |
| Аймо-губа при озере Ловут          | 6     | 35      | 57    | В 6 верстах  |
| Сулой-остров при озере Сулой       | 10    | 67      | 55    | В 11 верстах |
| Кибош-наволок при озере Лендерском | 10    | 59      | 63    | В 2 верстах  |
| Лендеры при озере Лендерском       | 14    | 96      | 61    | Есть         |
| Шаверки-озеро при озере Шаверки    | 2     | 8       | 84    | В 23 верстах |
| Пенинги-озеро при озере Пенинги    | 2     | 15      | 77    | В 33 верстах |
| Фофановская при озере Лексе        | 4     | 29      | 9     | В 9 верстах  |
| Иванов-Наволок при озере Лексе     | 1     | 9       | 9     | В 9 верстах  |
| Итого                              | 115   | 767     |       | 2            |

| Ребольское общество               |       |         |       |              |
| Поселение                         | Семей | Человек | До ВП | Школа        |
| Реболы при озере Лексе            | 23    | 165     | 0     | Есть         |
| Вирды при озере Лексе             | 5     | 40      | 4     | В 4 верстах  |
| Савастьян-Наволок при озере Торос | 8     | 51      | 9     | В 9 верстах  |
| Емельяновская при озере Торос     | 17    | 115     | 12    | В 12 верстах |
| Конец-остров при озере Ровкулы    | 21    | 148     | 27    | Есть         |
| Ровкулы при озере Ровкулы         | 17    | 123     | 31    | В 4 верстах  |
| Тунтулы при озере Лексе           | 5     | 40      | 1     | В 1 версте   |
| Григорьев-Наволок при озере Лексе | 11    | 96      | 1     | В 1 версте   |
| Широкий-Наволок при проливе Корху | 2     | 12      | 2     | В 2 верстах  |
| Заяц-салма при проливе Рубине     | 2     | 16      | 8     | В 8 верстах  |
| Большой-Наволок при озере Струны  | 1     | 17      | 9     | В 3 верстах  |
| Струны при озере Струны           | 3     | 12      | 10    | В 2 верстах  |
| Колвас-озеро при озере Колвас     | 22    | 155     | 12    | Есть         |
| Короппи-озеро при озере Короппи   | 7     | 61      | 36    | В 8 верстах  |
| Туливары при озере Тулос          | 10    | 90      | 44    | Есть         |
| Лужмы при озере Тулос             | 9     | 98      | 54    | В 10 верстах |
| Баенная гора                      | 3     | 15      | 13    | В 13 верстах |
| Муезеро при озере Муезере         | 12    | 95      | 49    | В 49 верстах |
| Итого                             | 178   | 1349    |       | 4            |

## Население
На 1890 год численность населения волости составляла 1779 человек.
На 1905 год численность населения составляла 2116 человек. Из них мужчин 1068, женщин 1048. Крестьян среди них 2088 (1054 муж / 1034 жен), некрестьянского населения 2088 (14 муж / 14 жен). Самое многочисленное селение — Реболы (165 жителей), самое малочисленное — Шаверки-озеро (8 жителей). 

## Инфраструктура
Основа экономики — сельское хозяйство. На 1905 год в волости насчитывалось 227 лошадей, 666 коров и 1491 голова прочего скота.
В волости в 1905 году было 6 школ в селениях Кулеовары, Лендеры, Реболы, Конец-остров, Колвас-озеро и Туливары. В среднем на 353 человек приходилась 1 школа. Дальше всего до школы было добираться из селения Муезеро (49 вёрст). В пределах пяти вёрст от ближайшей школы находилось 16 поселений общей численностью 1351 житель (63, 85%).